# Mont-Louis
Mont-Louis je opevněná stará vesnice na jihu Francie v departementu Pyrénées-Orientales.
Nachází se ve východní části francouzských Pyrenejí poblíž španělských hranic, cca 45 km východně od Andorry. Leží v nadmořské výšce 1600 až 1630 metrů, tedy přibližně ve stejné výšce jako Sněžka. Je zapsáná na listině světového dědictví UNESCO.
Mont-Louis je proslulý především svou unikátní sluneční pecí (Le four solaire), která je napájena koncentrovanými paprsky odráženými obřím zrcadlem do jediného místa. Pec slouží hlavně k testování materiálů určených k vesmírnému výzkumu. Kromě majestátních hradeb a pevnosti, která je stále vojenským objektem, se historické centrum obce může pochlubit i zachovalou veřejnou prádelnou, užívanou až do počátku 20. století. Mont-Louis je vstupní branou jak k nenáročným výstupům do oblasti Bouillouských jezer, tak i k oblíbeným lyžařským areálům v mikroregionu Cerdagne. Blízké horské údolí lze projet tzv. „Žlutým vláčkem“, jehož vagóny s venkovní nástupní plošinou připomínají vlaky z filmů o Divokém západě a poskytují bezprostřední kontakt s okolní krajinou. Železnice protkává údolí po úbočích, tunely i vysokými mosty, nicméně nepatří k nejlevnějším.

## Geografie

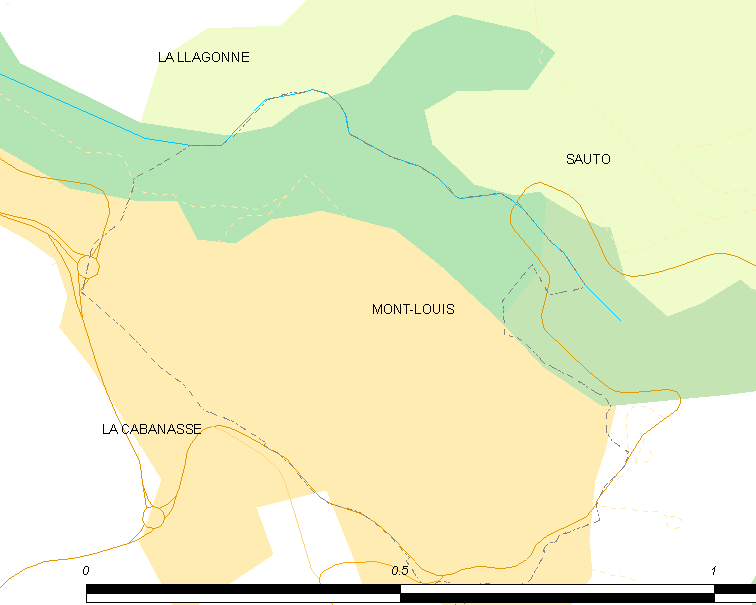